# Catolobus pendulus
Catolobus pendulus là một loài thực vật có hoa trong họ Cải. Loài này được (L.) Al-Shehbaz mô tả khoa học đầu tiên năm 2005.